# パス・デ・ラ・ウエルタ
パス・デ・ラ・ウエルタ（Paz de la Huerta、1984年9月3日 - ）は、アメリカ合衆国の女優。テレビドラマ『ボードウォーク・エンパイア 欲望の街』のルーシー・ダンジガー役で最もよく知られている。映画『マッド・ナース』では主演を務めた。

## 経歴
1984年9月3日、ニューヨーク州ニューヨーク市に生まれる。アメリカ人の母親とスペイン人の父親をもつ彼女は、マンハッタンで育った。
2009年、ジム・ジャームッシュ監督の『リミッツ・オブ・コントロール』に出演。同年、ギャスパー・ノエ監督の『エンター・ザ・ボイド』に出演。

## フィルモグラフィー

### 映画
- サイダーハウス・ルール（1999年）
- 奇跡の歌（2000年）
- ウォーク・トゥ・リメンバー（2002年）
- ダーク・サファラー（2007年）
- ウィレム・デフォー セブン:ビギンズ ～彩られた猟奇～ （2007年）
- 彼が二度愛したS（2008年）
- リミッツ・オブ・コントロール（2009年）
- エンター・ザ・ボイド（2009年）
- マッド・ナース（2013年）

### テレビ
- ボードウォーク・エンパイア 欲望の街（2010年 - 2011年）